# اکتبر (شهرستان آلای)
اکتبر (به لاتین: Oktyabr) یک منطقهٔ مسکونی در قرقیزستان است که در شهرستان آلای واقع شده‌است. اکتبر ۹۲۸ نفر جمعیت دارد.